# Olivier Wieviorka
Olivier Wieviorka (Enghien-les-Bains, 2 febbraio 1960) è uno storico francese, specializzato nella storia della seconda guerra mondiale e della resistenza francese. È docente presso l'École normale supérieure de Cachan.

## Biografia
È il fratello della storica Annette Wieviorka, della psichiatra Sylvie Wieviorka e del sociologo Michel Wieviorka.
I suoi nonni paterni, ebrei polacchi, furono arrestati a Nizza durante la seconda guerra mondiale e uccisi nel campo di concentramento di Auschwitz. Suo padre, rifugiato in Svizzera, e sua madre, figlia di un sarto parigino e rifugiata a Grenoble, sopravvissero invece alla guerra.

## Opere
- Les Libérations de la France, con Jean-Pierre Azéma, La Martinière, 1993, pp.293.
- Méthode pour le commentaire et la dissertation historiques, con Vincent Milliot, Nathan, collection 128, 1994, pp.128; edizioni rivedute, 2001, 2008, pp.128.
- Nous entrerons dans la carrière. De la Résistance à l’exercice du pouvoir, Paris, Seuil, 1994, pp.451.
- La France du xxe siècle, con Christophe Prochasson, Points-Seuil, 1994, pp.734; ed. riveduta e aumentata, 2004, pp.766.
- Vichy 1940-1944, con Jean-Pierre Azéma, Perrin, 1997, pp,280; senza illustrazioni, Perrin, 2000, pp.374; ed. economica, coll. Tempus, 2004, pp.374.
- Une certaine idée de la Résistance, Paris, Seuil, 1998, 2010, pp.487.
- Les orphelins de la République : destinées des députés et des sénateurs français, 1940-1945, Paris, Seuil, 2001, 2015.
- (EN)  Surviving Hitler and Mussolini, con Robert Gildea et Anette Warring, (dir.), Berg, 2006, pp.244.
- Lo sbarco in Normandia (Histoire du Débarquement en Normandie, Des origines à la libération de Paris, 2006), a cura di C. Vodovar e P. Naccarella, traduzione di A. Pasquali, Biblioteca storica, Bologna, Il Mulino, 2009,  p. 394, ISBN 978-88-151-3334-2. [tradotta anche in spagnolo e inglese]
- La Mémoire désunie : Le souvenir politique des années sombres, de la Libération à nos jours, Seuil, 2010, pp.303. [trad. inglese, Stanford UP, 2012]
- Histoire de la Résistance : 1940-1945, Paris, Perrin, 2013, pp.574, ISBN 978-2-262-02799-5. [prix François-Joseph Audiffred de l’Académie des Sciences Morales et politiques, novembre 2013, prix Eugène-Colas de l'Académie française, giugno 2014]
- con Julie le Gac, Anne-Laure Ollivier, Raphaël Spina : La France en chiffres, Perrin, 2015, ISBN 22-62-027-41-2. [Prix du Document l'Express 2015]
- Sotto la direzione di Jean Lopez e O. Wieviorka, Les mythes de la Seconde Guerre mondiale, Perrin, 2015.
- Storia della Resistenza nell'Europa occidentale 1940-1945 (Une histoire de la Résistance en Europe occidentale, 2017), traduzione di D. Sacchi, Collana Storia n.78, Torino, Einaudi, 2018,  p. 460, ISBN 978-88-062-3563-5. [prix du livre d'histoire de l'Europe 2018]
- Michel Winock e O. Wieviorka (dir.), Les lieux de l'histoire de France, Perrin, 2017, pp.494.
- Sotto la direzione di Jean Lopez e O. Wieviorka, Les mythes de la Seconde Guerre mondiale, vol. 2, Perrin, 2017.
- Sotto la direzione di Hervé Drévillon e O. Wieviorka, Histoire militaire de la France, 2 voll., Perrin/Ministère des armées, 2018.
- Sotto la direzione di Nicola Labanca, David Reynolds e O. Wieviorka, La Guerre du Désert, 1940-1943, Perrin, 2019.
- I grandi errori della II guerra mondiale. Le decisioni sbagliate, le catastrofi annunciate, i fallimenti militari (Les grandes erreurs de la Seconde Guerre mondiale, 2020), a cura di Jean Lopez e O. Wieworka, traduzione di A. Sbardella, Collana Storia e storie, Firenze, Giunti, 2022, ISBN 978-88-099-6201-9.
- Storia totale della Seconda Guerra Mondiale (Histoire totale de la Seconde Guerre mondiale, 2023), traduzione di M. Faccia e P. Faccia, Collana Le guerre, Gorizia, LEG, 2025,  pp. 1176, ISBN 979-12-552-1210-2.
- con Cyriac Allard, Le Débarquement. Son histoire par l'infographie, Paris, Seuil, 2024.

### Filmografia
- Normandy: The Landings to the Liberation of Paris, Harvard University Press, 2018.